# Fanad

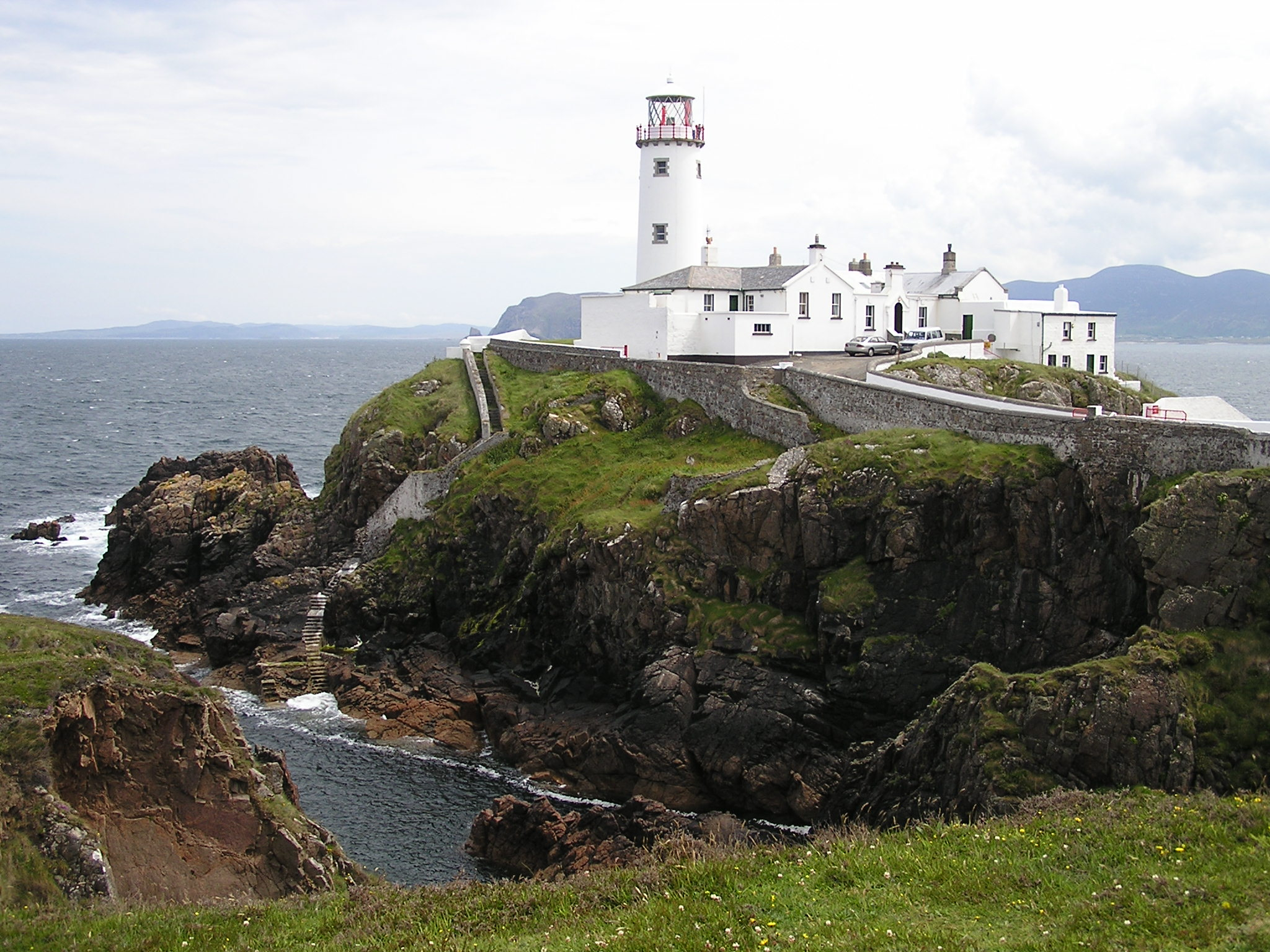
Vuurtoren van Fanad

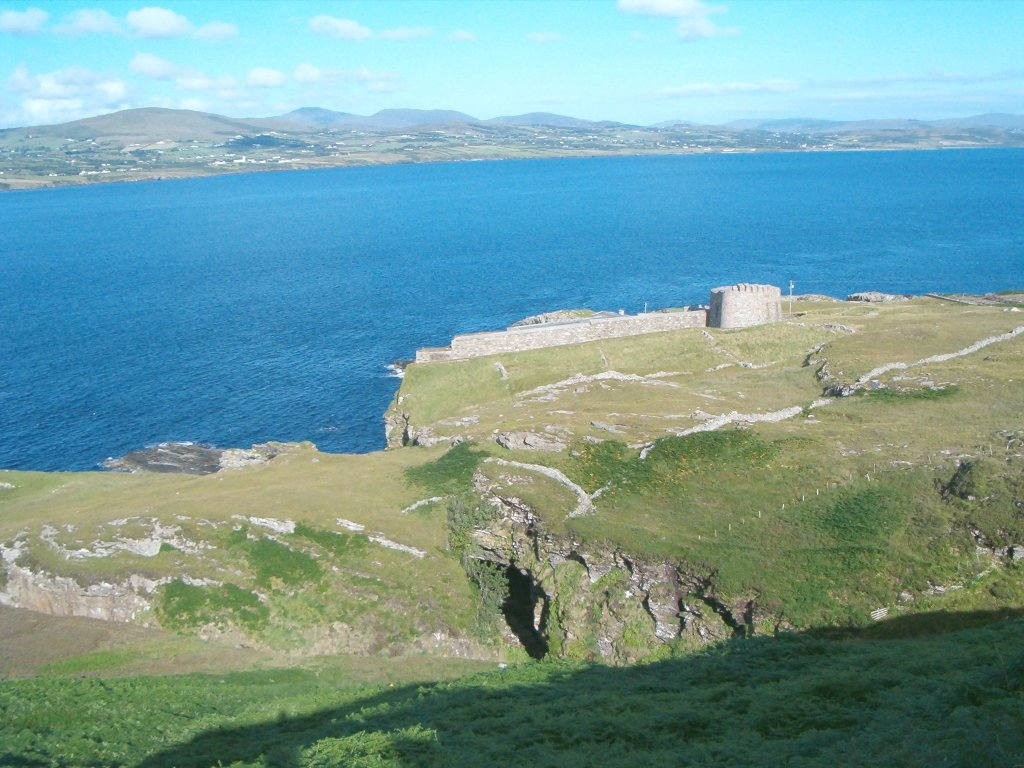
Het schiereiland Fanad

Fanad (officiële naam: Fánaid) is een schiereiland tussen Lough Swilly en Mulroy Bay aan de noordkust van County Donegal in Ierland.
Op het schiereiland liggen de parishes Clondavaddog, Killygarvan en delen van Tullyfern en Aughinish. Milford, Kerrykeel, Tamney, Letterkenny, Rosnakill en Portsalon zijn de op het schiereiland gelegen stadjes en dorpen. De lengte bedraagt van noord naar zuid 25 kilometer en het breedste punt is 12 kilometer. Er bevindt zich een vuurtoren. Voetbalclub Fanad United speelt er in het Tragh-a-Lough-stadion.